# Håndboldligaen 2011-12
Håndboldligaen for herrer sæson 2011-12 var den 76. sæson af Håndboldligaen, den bedste række i dansk herrehåndbold.
Turneringen blev vundet af AG København, da de slog Bjerringbro-Silkeborg i finalen. Lemvig-Thyborøn Håndbold rykkede ned, da de sluttede sidst i grundspillet. Skive fH rykkede også ned, da de tabte nedryknings-playoff-kampen til TMS Ringsted.
Efter sæsonen gik AG København konkurs, og gentopstillede derfor i 2012-13. Skive fH blev tilbudt AG's plads i ligaen, hvilket gjorde at de spillede i håndboldligaen 2012-13.

## Deltagere
De 14 deltagere i ligaen i 2011-12-sæsonen var:
| Hold                  | By(er)                      | Hjemmebane(r)                                         | Mesterskaber |
| --------------------- | --------------------------- | ----------------------------------------------------- | ------------ |
| AG København          | Albertslund Glostrup        | Boozt.com Arena                                       | 1            |
| BSV                   | Silkeborg                   | Silkeborg-Hallerne                                    | 0            |
| KIF Kolding           | Kolding                     | Kolding-Hallen                                        | 12           |
| Lemvig Håndbold       | Lemvig                      | Vestjysk BANK Arena                                   | 0            |
| Mors-Thy Håndbold     | Nykøbing Mors Thisted       | Jyske Bank Mors Arena Thyhallerne                     | 0            |
| Nordsjælland Håndbold | Helsinge Helsingør Hillerød | Helsinge Hallerne Helsingørhallen Frederiksborghallen | 0            |
| Skanderborg Håndbold  | Skanderborg                 | Morten Børup Hallen                                   | 0            |
| Skjern Håndbold       | Skjern                      | Skjern Bank Arena                                     | 1            |
| Skive fH              | Skive                       | Skivehallerne                                         | 0            |
| SønderjyskE Håndbold  | Sønderborg                  | Humlehøjhallen                                        | 0            |
| Team Tvis Holstebro   | Holstebro                   | Gråkjær Arena                                         | 0            |
| Viborg HK             | Viborg                      | Viborg Stadionhal                                     | 0            |
| Aalborg Håndbold      | Aalborg                     | Gigantium                                             | 1            |
| Århus Håndbold        | Aarhus                      | NRGi Arena                                            | 9            |

## Resultater

### Grundspil
I grundspillet spillede de 14 hold en dobbeltturnering alle-mod-alle. De otte bedst placerede hold gik videre til medaljeslutspillet. Holdene, der sluttede på 9.- til 13.-pladsen måtte spille kvalifikation til den efterfølgende sæson af HåndboldLigaen, mens nr. 14 rykkede direkte ned i 1. division.
| Nr | Hold                     | K  | V  | U | T  | Mf  |   | Mi  | +/-  | P                                          |
| -- | ------------------------ | -- | -- | - | -- | --- | - | --- | ---- | ------------------------------------------ |
| 1  | AG København (MP)        | 26 | 23 | 1 | 2  | 768 | – | 627 | +141 | 47Medaljeslutspil                          |
| 2  | KIF Kolding              | 26 | 17 | 2 | 7  | 735 | – | 706 | +29  | 36Medaljeslutspil                          |
| 3  | Bjerringbro-Silkeborg    | 26 | 16 | 2 | 8  | 733 | – | 661 | +72  | 34Medaljeslutspil                          |
| 4  | Team Tvis Holstebro      | 26 | 13 | 5 | 8  | 755 | – | 689 | +66  | 31Medaljeslutspil                          |
| 5  | Skjern Håndbold          | 26 | 14 | 3 | 9  | 706 | – | 703 | +3   | 31Medaljeslutspil                          |
| 6  | Aalborg Håndbold         | 26 | 14 | 2 | 10 | 769 | – | 713 | +56  | 30Medaljeslutspil                          |
| 7  | Viborg HK                | 26 | 10 | 4 | 12 | 649 | – | 684 | −35  | 24Medaljeslutspil                          |
| 8  | Århus Håndbold           | 26 | 10 | 3 | 13 | 716 | – | 713 | +3   | 23Medaljeslutspil                          |
| 9  | Mors-Thy Håndbold        | 26 | 9  | 3 | 14 | 691 | – | 743 | −52  | 21Kvalifikation til HåndboldLigaen 2012-13 |
| 10 | Nordsjælland Håndbold    | 26 | 9  | 3 | 14 | 641 | – | 689 | −48  | 21Kvalifikation til HåndboldLigaen 2012-13 |
| 11 | Skanderborg Håndbold (O) | 26 | 9  | 1 | 16 | 641 | – | 689 | −48  | 19Kvalifikation til HåndboldLigaen 2012-13 |
| 12 | SønderjyskE Håndbold (O) | 26 | 7  | 3 | 16 | 698 | – | 736 | −38  | 17Kvalifikation til HåndboldLigaen 2012-13 |
| 13 | Skive fH (O)             | 26 | 7  | 2 | 17 | 634 | – | 687 | −53  | 16Kvalifikation til HåndboldLigaen 2012-13 |
| 14 | Lemvig-Thyborøn Håndbold | 26 | 7  | 0 | 19 | 668 | – | 764 | −96  | 14Nedrykning til 1. division 2012-13       |

 K: Kampe spillet, V: Vundne kampe, U: Uafgjorte kampe, T: Tabte kampe, Mf: Mål for, Mi: Mål imod, +/-: Måldifference, P: Point

 

### Slutspil
De otte bedste hold fra grundspillet spillede i medaljeslutspillet. Holdene blev inddelt i to puljer med fire hold, der begge spillede en dobbeltturnering alle-mod-alle. Holdene, der sluttede på første- eller andenpladsen i grundspillet, startede slutspillet med 2 point, mens holdene der sluttede på tredje- eller fjerdepladsen, startede med 1 point. De to bedst placerede hold i hver pulje kvalificerede sig til DM-semifinalerne.

#### Pulje 1
| Nr | Hold                | K | V | U | T | Mf |   | Mi | +/- | P           |
| -- | ------------------- | - | - | - | - | -- | - | -- | --- | ----------- |
| 1  | AG København        | 2 | 2 | 0 | 0 | 62 | – | 51 | +11 | 6Semifinale |
| 2  | Team Tvis Holstebro | 2 | 1 | 1 | 0 | 49 | – | 48 | +1  | 4Semifinale |
| 3  | Skjern Håndbold     | 2 | 0 | 1 | 1 | 47 | – | 53 | −6  | 1           |
| 4  | Århus Håndbold      | 2 | 0 | 0 | 2 | 52 | – | 58 | −6  | 0           |

 Opdateret: 1. april 2012
 K: Kampe spillet, V: Vundne kampe, U: Uafgjorte kampe, T: Tabte kampe, Mf: Mål for, Mi: Mål imod, +/-: Måldifference, P: Point

 

#### Pulje 2
| Nr | Hold                  | K | V | U | T | Mf |   | Mi | +/- | P           |
| -- | --------------------- | - | - | - | - | -- | - | -- | --- | ----------- |
| 1  | Aalborg Håndbold      | 2 | 2 | 0 | 0 | 54 | – | 42 | +12 | 4Semifinale |
| 2  | Bjerringbro-Silkeborg | 2 | 1 | 0 | 1 | 49 | – | 49 | 0   | 3Semifinale |
| 3  | KIF Kolding           | 2 | 0 | 0 | 2 | 46 | – | 49 | −3  | 2           |
| 4  | Viborg HK             | 2 | 1 | 0 | 1 | 44 | – | 53 | −9  | 2           |

 Opdateret: 31. marts 2012
 K: Kampe spillet, V: Vundne kampe, U: Uafgjorte kampe, T: Tabte kampe, Mf: Mål for, Mi: Mål imod, +/-: Måldifference, P: Point

 

#### Semifinaler
| Dato    | Dato    | Hjemmehold i 1. kamp | Hjemmehold i 2. kamp  | Resultat | Resultat | Resultat |
| 1. kamp | 2. kamp | Hjemmehold i 1. kamp | Hjemmehold i 2. kamp  | Samlet   | 1. kamp  | 2. kamp  |
| ------- | ------- | -------------------- | --------------------- | -------- | -------- | -------- |
| 13.05   | 19.05   | Team Tvis Holstebro  | Bjerringbro-Silkeborg | 54–49    | 28-23    | 26-26    |
| 12.05   | 19.05   | KIF Kolding          | AG København          | 45–50    | 26-26    | 23-28    |

#### Bronzekamp
| Dato    | Dato    | Hjemmehold i 1. kamp | Hjemmehold i 2. kamp | Resultat | Resultat | Resultat |
| 1. kamp | 2. kamp | Hjemmehold i 1. kamp | Hjemmehold i 2. kamp | Samlet   | 1. kamp  | 2. kamp  |
| ------- | ------- | -------------------- | -------------------- | -------- | -------- | -------- |
| 24.05   | 30.05   | Team Tvis Holstebro  | KIF Kolding          | 44–42    | 21-21    | 23-21    |

#### Finale
| Dato    | Dato    | Hjemmehold i 1. kamp  | Hjemmehold i 2. kamp | Resultat | Resultat | Resultat |
| 1. kamp | 2. kamp | Hjemmehold i 1. kamp  | Hjemmehold i 2. kamp | Samlet   | 1. kamp  | 2. kamp  |
| ------- | ------- | --------------------- | -------------------- | -------- | -------- | -------- |
| 30.05   | 02.06   | Bjerringbro-Silkeborg | AG København         | 40–52    | 19-30    | 21-22    |